# Цибулька, Матоуш Алоис
Матоуш Алоис Цибулька, Алайош Цибулька (чеш. Matouš Alois Cibulka, венг. Czibulka Alajos, нем. Matthaeus Aloys Zibulka; 22 февраля 1768, Прага — 5 октября 1846, Тата) — австрийский композитор, дирижёр и оперный певец (тенор) чешского происхождения.
Учился музыке в Праге, в том числе у Яна Кштителя Кухаржа. С 1785 года корепетитор в оперном театре Граца, с 1791 года капельмейстер там же.
С 1797 года и до выхода на пенсию в 1833 году работал в немецких и венгерских оперных театрах Буды и Пешта певцом и хормейстером, позднее дирижёром, — с перерывом в 1812—1814 гг., когда дирижировал театральным оркестром в Темешваре. В 1819 году был избран музыкальным руководителем Пештского музыкального общества.
Из его сочинений в своё время были более всего известны песни — в частности, сборник из 12 песен «Плоды моих лучших часов» (нем. Die Früchte meiner bessern Stunden; Прага, 1791, на слова Г. А. Бюргера, Софии Альбрехт, Каролины Рудольфи и др.), кантаты, клавирные пьесы, переложения немецких народных танцев.
Жена Цибульки Анна Цибулька (урождённая Меннер; ум. 1858) была примадонной Пештской оперы.